# Котельниково
Котельниково — місто в Росії, адміністративний центр Котельниковського району Волгоградської області. Розташований за 190 км на південний захід від міста Волгоград. Залізнична станція Котельниково Приволзької залізниці на лінії Волгоград — Сальськ. Населення — 20 381 осіб (2017).